# 海梅·苏马拉卡雷吉
海梅·苏马拉卡雷吉（西班牙語：Jaime Zumalacárregui，1956年9月7日—），西班牙男子曲棍球运动员。他曾代表西班牙国家队参加1980年夏季奥林匹克运动会曲棍球比赛，获得一枚银牌。